# Beauchamp (Val-d’Oise)
Beauchamp egy község Franciaországban. Lakosainak száma 9506 fő (2022. január 1.).

## Földrajza
Beauchamp Taverny, Franconville, Montigny-lès-Cormeilles, Pierrelaye és Gavray-sur-Sienne községekkel határos.

## Népessége
| Lakosok száma | 8792 | 8703 | 8799 | 8683 | 8675 | 8687 | 8900 | 9158 | 9506 |
|               | 2013 | 2015 | 2016 | 2017 | 2018 | 2019 | 2020 | 2021 | 2022 |